# یلوه آزتکی
یلوه آزتِکی یا یلوه مکزیکی (نام علمی: Rallus tenuirostris) گونه‌ای نزدیک تهدید از پرندگان در زیرتیرهٔ Rallinae از تیرهٔ یلوگان (Rallidae) و بومی مکزیک است.